# Eparchia di Alessandria dei Copti
L'eparchia di Alessandria dei Copti (in latino: Eparchia Alexandrina Coptorum) è una sede della Chiesa cattolica copta, sede propria del patriarca cattolico copto. Nel 2022 contava 45.500 battezzati. È retta dal patriarca Ibrahim Isaac Sidrak.

## Territorio
L'eparchia è la sede propria del patriarca di Alessandria dei Copti. Il suo territorio comprende le città del Cairo, dove risiede il patriarca, e di Alessandria d'Egitto, dove si trova la cattedrale di Nostra Signora d'Egitto.
Il territorio è suddiviso in 39 parrocchie.

## Storia
L'eparchia patriarcale è stata eretta il 26 novembre 1895 con la bolla Christi Domini di papa Leone XIII, in occasione dell'istituzione del patriarcato di Alessandria dei Copti.
Il 17 dicembre 1982 e il 21 marzo 2003 ha ceduto porzioni del suo territorio a vantaggio dell'erezione rispettivamente dell'eparchia di Ismailia e dell'eparchia di Giza.

## Cronotassi dei vescovi
Si omettono i periodi di sede vacante non superiori ai 2 anni o non storicamente accertati.
- Kyrillos Makarios † (19 giugno 1899 - 30 maggio 1908 dimesso)
  - Sede vacante (1908-1947)
- Markos II Khouzam † (10 agosto 1947 - 2 febbraio 1958 deceduto)
- Stephanos I Sidarouss, C.M. † (10 maggio 1958 - 24 maggio 1986 ritirato)
- Stéphanos II Ghattas, C.M. † (9 giugno 1986 - 27 marzo 2006 ritirato)
- Antonios Naguib † (30 marzo 2006 - 15 gennaio 2013 ritirato)
- Ibrahim Isaac Sidrak, dal 15 gennaio 2013

## Statistiche
L'eparchia nel 2022 contava 45.500 battezzati.
| anno | popolazione | popolazione | popolazione | presbiteri | presbiteri | presbiteri | presbiteri                | diaconi | religiosi | religiosi | parrocchie |
| anno | battezzati  | totale      | %           | numero     | secolari   | regolari   | battezzati per presbitero | diaconi | uomini    | donne     | parrocchie |
| ---- | ----------- | ----------- | ----------- | ---------- | ---------- | ---------- | ------------------------- | ------- | --------- | --------- | ---------- |
| 1950 | 16.000      | 10.000.000  | 0,2         | 18         | 18         |            | 888                       |         |           | 22        | 13         |
| 1969 | 30.000      | ?           | ?           | 70         | 40         | 30         | 428                       |         | 32        | 55        | 27         |
| 1980 | 50.000      | ?           | ?           | 47         | 47         |            | 1.063                     |         | 28        | 118       | 32         |
| 1990 | 80.000      | ?           | ?           | 78         | 48         | 30         | 1.025                     | 2       | 51        | 190       | 43         |
| 1999 | 88.000      | ?           | ?           | 110        | 51         | 59         | 800                       |         | 94        | 175       | 48         |
| 2000 | 90.000      | ?           | ?           | 119        | 54         | 65         | 756                       |         | 96        | 280       | 49         |
| 2001 | 91.500      | ?           | ?           | 120        | 50         | 70         | 762                       |         | 104       | 285       | 48         |
| 2002 | 95.000      | ?           | ?           | 146        | 51         | 95         | 650                       |         | 130       | 270       | 43         |
| 2003 | 120.000     | ?           | ?           | 158        | 52         | 106        | 759                       |         | 141       | 225       | 40         |
| 2004 | 130.000     | ?           | ?           | 155        | 46         | 109        | 838                       |         | 136       | 230       | 40         |
| 2006 | 27.377      | ?           | ?           | 69         | 47         | 22         | 396                       |         | 58        | 125       | 36         |
| 2009 | 28.345      | ?           | ?           | 66         | 42         | 24         | 429                       |         | 61        | 131       | 32         |
| 2012 | 30.405      | ?           | ?           | 80         | 45         | 35         | 380                       |         | 68        | 144       | 31         |
| 2015 | 36.020      | ?           | ?           | 73         | 41         | 32         | 493                       |         | 65        | 144       | 31         |
| 2018 | 36.800      | ?           | ?           | 73         | 41         | 32         | 504                       |         | 65        | 144       | 31         |
| 2020 | 41.000      | ?           | ?           | 42         | 42         |            | 976                       |         | 39        | 146       | 37         |
| 2022 | 45.500      | ?           | ?           | 45         | 45         |            | 1.011                     | 2       | 39        | 155       | 39         |